# Alunita
La alunita es un mineral de la clase de los sulfatos, descubierta en 1824. Sinónimos de alunita en español son: aluminilita, kalioalunita y lowigita.
Se observó por primera vez en el siglo XV en Tolfa, cerca de Roma, donde se extrajo de una cueva  para la fabricación de aluminio. Llamado en primer lugar aluminilita por J.C. Delamétherie en 1797, este nombre fue contraído por François Beudant  en 1824 como alunita.

## Propiedades
Químicamente es un sulfato hidratado de aluminio y potasio, que suele llevar como impurezas dándole tonalidad hierro y sodio.

## Formación y yacimientos
Mineral generado por la acción del sulfato, que puede ser formado a partir de la pirita o bien por la acción de una solfatara, sobre rocas ricas en aluminio del tipo de los feldespatos ortoclasas, normalmente acompañado de una caolinización y silificación.
Minerales a los que aparece comúnmente asociado: cuarzo, pirita, caolinita, halloysita, yeso y diásporo.

## Usos
Este mineral ha sido utilizado para datación de sedimentos por el método del potasio-argón en depósitos metálicos, a partir de la datación de la alunita que se presenta rellenando el interior de oquedades.
Para la preparación de alumbre.
Para la obtención de aluminio metálico y fertilizantes potásicos.